# Tadeusz Godlewski (nauczyciel)
Tadeusz Godlewski (ur. 4 stycznia 1937 w miejscowości Czaje) – polski polityk i nauczyciel, poseł na Sejm I kadencji.

## Życiorys
Ukończył studia w Wyższej Szkole Pedagogicznej w Olsztynie. Do czasu przejścia na emeryturę pracował jako nauczyciel fizyki. W 1980 był założycielem oświatowej „Solidarności” w Ostrołęce, a także pierwszym przewodniczącym oddziału związku w tym mieście. Po wprowadzeniu stanu wojennego w grudniu 1981 został internowany, zwolniono go w lutym 1982. Zajmował się działalnością opozycyjną, w tym kolportażem wydawnictw drugiego obiegu. W listopadzie 1982 został tymczasowo aresztowany za tę działalność, zwolniono go po kilku miesiącach, skazano go wówczas na karę pozbawienia wolności z warunkowym zawieszeniem jej wykonania oraz na karę grzywny.
Od 1991 do 1993 sprawował mandat posła na Sejm I kadencji. Został wybrany w okręgu ciechanowsko-łomżyńsko-ostrołęckim z listy Wyborczej Akcji Katolickiej. Był członkiem Klubu Parlamentarnego Zjednoczenia Chrześcijańsko-Narodowego. Zasiadał w Komisji Mniejszości Narodowych i Etnicznych. Po 1993 nie angażował się w działalność polityczną.